# Reostato di frenatura
Il reostato di frenatura è un dispositivo elettrico passivo che svolge la funzione di rallentare un veicolo senza l'utilizzo del tradizionale freno pneumatico, bensì utilizzando gli stessi motori come generatori. La frenatura è di tipo dissipativo, ovvero non viene recuperata, ma convertita in calore.

## Descrizione
È costituito come un reostato da una serie di resistenze collegate in serie mediante contattori, che vengono aperti o chiusi per cortocircuitare una o più sezioni, al fine di modulare l'effetto frenante.
Un qualsiasi motore elettrico può funzionare anche da generatore quando la velocità angolare del rotore supera quella del campo magnetico rotante indotto dallo statore (con alcune differenze fra motori in corrente continua e in alternata). A questo punto a monte del motore la direzione della corrente si inverte e, se il reostato di frenatura viene inserito, questa viene derivata by-passando il circuito di trazione (senza pertanto danneggiare eventuali dispositivi) e giunge alle resistenze del reostato. A seconda di quante ne vengono inserite la forza controelettromotrice incontra una resistenza che induce il rallentamento della velocità di rotazione dei motori, e di conseguenza del convoglio. In prima approssimazione la potenza frenante ottenuta è pari a V²/R, dove V è la tensione ai capi del reostato, e R la resistenza dello stesso.
Per effetto Joule, la potenza viene così trasformata sotto forma di energia termica, raggiungendo temperature elevate. Per agevolare il raffreddamento del componente, sui veicoli ferroviari i reostati di frenatura sono tipicamente collocati all'aperto sull'imperiale del mezzo.

## Utilizzo
Viene utilizzato specialmente nei veicoli ferroviari a trazione elettrica, quali locomotori e tram, in sussidio alla frenatura tradizionale pneumatica a ceppi o dischi. È importante sottolineare che tale frenata viene attuata sui soli assi provvisti di motori, a differenza della frenatura tradizionale che agisce su tutti gli assi di un convoglio provvisti di freni, risultando quindi meno efficace di quest'ultima.
Il vantaggio che si ottiene però è la minore usura dei componenti tradizionali dei freni. Non si ottiene nessun recupero energetico, dal momento che come già detto in precedenza l'energia viene dissipata come calore.
Nei mezzi delle FS è stato utilizzato prima in via sperimentale sulla E.636.082, sulla quale vennero apportate alcune modifiche alle apparecchiature ad alta tensione e l'aggiunta di un secondo maniglione per comandare tale frenatura. Poi dalle locomotive E.444 (le prime a raggiungere velocità di oltre 200 km/h, per le quali venne deciso di implementare un nuovo sistema di frenatura per non sforzare troppo quella tradizionale), che lo montano di serie, venne equipaggiata sui mezzi successivi quali E.632, E.633 ed E.652 in corrente continua e E.402A e prototipi, E.464 ad azionamento trifase; e su gran parte delle elettromotrici dagli anni Ottanta in avanti, quali ALe724, ALe642, ALe601 e derivate per citarne alcune.
La ragione per cui nelle FS si è preferito adottare questo sistema, in luogo del più economico (dal punto di vista energetico) recupero dell'energia elettrica mediante reimmissione in rete, è la difficoltà da parte dell'infrastruttura nel gestire la corrente in entrambi i sensi, non essendo stata in origine progettata per questo scopo. Nei mezzi moderni ad azionamento trifase, come auto o mezzi a rotaia circolanti su reti con infrastruttura adeguata, la frenatura a recupero è di gran lunga preferita.